# Баумгартен, Пауль
Пауль Готхильф Рейнхольд Баумгартен (нем. Paul Gotthilf Reinhold Baumgarten; 5 мая 1900, Тильзит — 8 октября 1984, Берлин) — немецкий архитектор и профессор Берлинской академии искусств.

## Биография
В 1919-1924 годах Пауль Баумгартен обучался в Техническом университете Данцига, затем окончил Берлинский технический университет по специальности «архитектура» и работал в архитектурном бюро Мебеса и Эммериха в Берлине. С 1928 года Баумгартен всё больше занимался самостоятельными заказами, открыл собственный офис и уже в 1932 году стал полностью независимым архитектором.

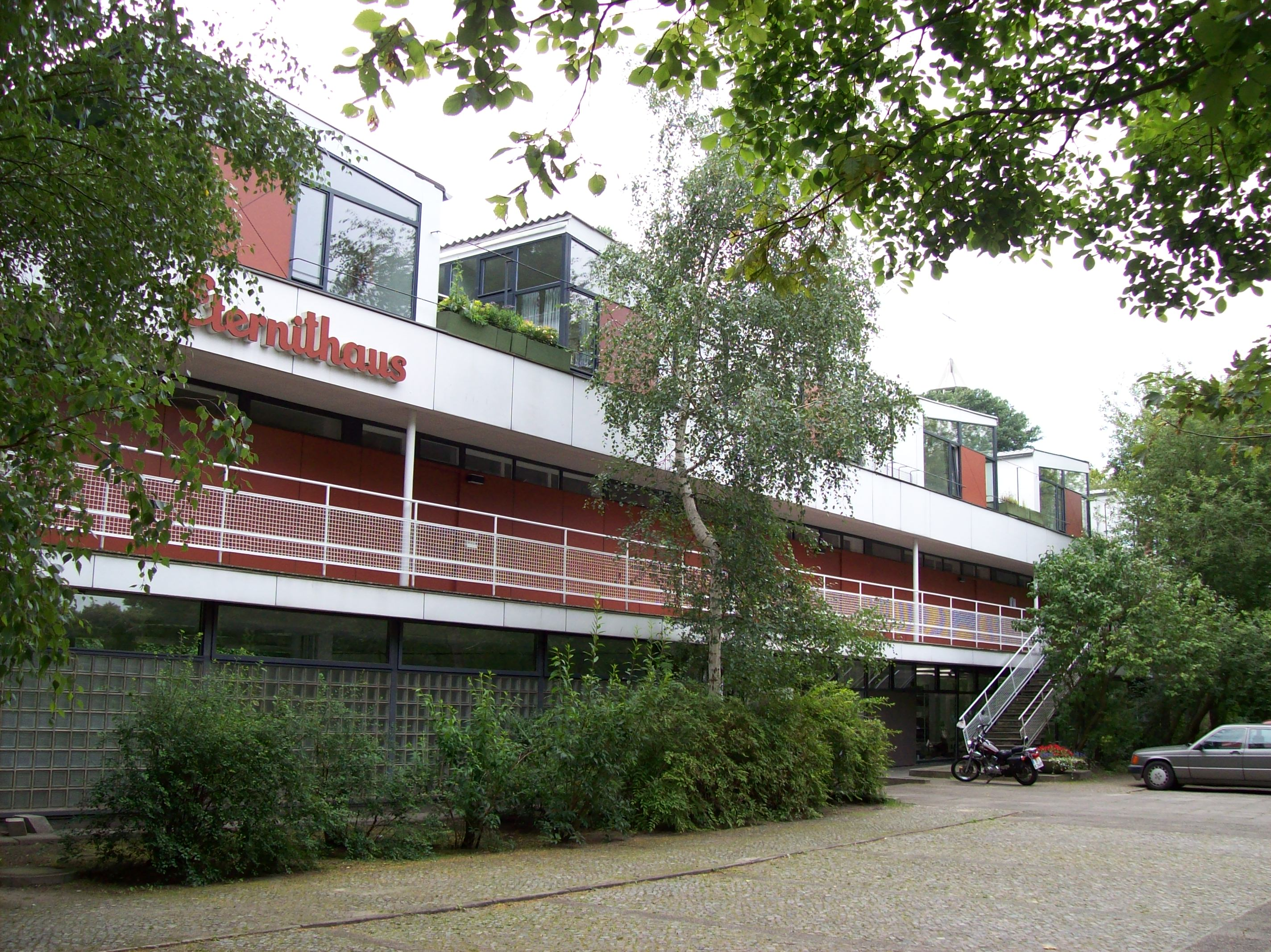
Асбестоцементный дом

С 1934 по 1936 год Баумгартен руководит строительством мусоропогрузочной станции в Берлине. С 1937 по 1945 год он работает директором Бюро строительных конструкций Philipp Holzmann AG , а с 1942 года, кроме того, является учителем в высшей школе искусства в Берлине. Баумгартен всемирно прославился строительством концертного зала высшей школы искусств 1953 года, где он был назначен профессором в 1952 году и восстановлением здания рейхстага. Большое внимание вызвало также его участие в строительстве так называемого Асбестоцементного дома в Берлине. Кроме того, известность получило и офисное здание Федерального Конституционного суда в Карлсруэ, построенное по проекту Баумгартена. Многие другие его разработки, в частности в строительстве жилья, были восприняты, наоборот, менее благожелательно.
Иногда ошибочно считается, что Пауль Баумгартен был сыном архитектора Пауля Отто Августа Баумгартена (1873 года рождения, автора виллы Марлье и ряда других известных сооружений), но на самом деле он с ним никак не связан.

## Проекты
- 1934—1936: Здание мусоросортировочной станции в Берлине
- 1938—1941: Офисное здание для руководства Гитлерюгенда и здание Берлинского отделения Philipp Holzmann AG
- Реконструкция Рейхстага в Берлине (с 1961 года)
- 1952—1953: Концертный зал и театральная студия Высшей школы искусств в Берлине
- 1957: Асбестоцементный дом (Eternit-Haus) в Берлине
- 1957—1959: Лютеранская церковь на Литцензее в Берлине
- 1958—1959: «Угольный дом Рур» в Берлине
- 1965: Офисное здание Федерального конституционного суда в Карлсруэ
- 1966/1968: Столовая и лекционный зал Университета имени Карла Эберхарда в Тюбингене
- Реконструкция отеля Hotels am Zoo в Берлине

## Реконструкция здания Рейхстага
Здание Рейхстага было основано в 1884 году, до 1933 года в нём находился немецкий парламент. После пожара в 1933 году оно утратило своё значение и использовалось нацистами для своих целей. Здание сильно пострадало от бомбардировок в 1945 году. По сути оно представляло собой сплошные руины. Купол был разрушен, стены почернели от гари и копоти. На территории возле здания разбили что-то вроде огорода, где посадили репу и картофель для голодающих людей. В начале пятидесятых годов из соображений безопасности руины были очищены от мусора, остатков купола и других следов разрушения. Рейхстаг окончательно стал символом разделенной Германии. В начале 60-х был объявлен конкурс на лучший проект по восстановлению. Его победителем и стал Пауль Баумгартен. Согласно его плану здание было восстановлено и модернизировано в трезвом стиле 60-х годов. Купол же из-за высокой стоимости работ возводить заново не стали, зато четыре угловые башни были сокращены на один этаж. Фасад лишился штукатурки и приобрел более строгий вид, прямые линии и гладкие поверхности стали доминировать. После того как в 1972 году реконструкция была закончена, здание Рейхстага было решено задействовать в качестве Немецкого исторического института. 20 последующих лет в нём находилась выставка под названием «Вопросы немецкой истории», которую успели посетить сотни тысяч человек. После объединения Германии в 1990 году новый общегерманский парламент провел в здании Рейхстага своё первое совещание. В 1995—1999 годах здание Рейхстага в очередной раз обновили, творцом нового облика здания немецкого парламента стал Норман Фостер.